# Black Panther: Wakanda Forever
Black Panther: Wakanda Forever és una pel·lícula de superherois estatunidenca de 2022 basada en el personatge de Marvel Comics Black Panther. Produïda per Marvel Studios i distribuïda per Walt Disney Studios Motion Pictures, és la seqüela de Black Panther i la 30a pel·lícula de l'Univers Cinematogràfic de Marvel (MCU). La pel·lícula està dirigida per Ryan Coogler, que va escriure el guió amb Joe Robert Cole, i és protagonitzada per Letitia Wright, Lupita Nyong'o, Danai Gurira, Winston Duke, Florence Kasumba, Dominique Thorne, Michaela Coel, Tenoch Huerta, Martin Freeman. i Angela Bassett. A la pel·lícula, els líders de Wakanda lluiten per protegir la seva nació després de la mort del rei T'Challa.
Es va estrenar l'11 de novembre de 2022, com a pel·lícula final de la fase quatre de l'MCU.
Les idees per a una seqüela van començar després del llançament de Black Panther el febrer de 2018. Coogler va negociar tornar com a director en els mesos següents, i Marvel Studios va confirmar oficialment el desenvolupament de la seqüela a mitjans de 2019. Els plans per a la pel·lícula van canviar l'agost del 2020 quan el protagonista de Black Panther Chadwick Boseman va morir de càncer de còlon, i Marvel va optar per no reformular el seu paper de T'Challa. Es va confirmar que altres membres principals del repartiment de la primera pel·lícula tornarien aquell novembre, i el títol es va anunciar el maig de 2021. La producció va tenir lloc inicialment des de finals de juny fins a principis de novembre de 2021, a Atlanta i Brunswick, Geòrgia, així com a Massachusetts, abans d'una pausa per permetre a Wright recuperar-se d'una lesió patida durant el rodatge. La producció es va reprendre a mitjans de gener de 2022 i va acabar a finals de març a Puerto Rico.

## Personatges
- Letitia Wright com a Shuri: La princesa de Wakanda que dissenya noves tecnologies per a la nació. Wright va rebre un paper més important a la pel·lícula després de la mort de Chadwick Boseman, que havia protagonitzat anteriors mitjans de MCU com el germà de Shuri, T'Challa / Black Panther.
- Lupita Nyong'o com a Nakia: una espia encoberta de Wakanda, de la tribu del riu.
- Danai Gurira com Okoye: la cap de la Dora Milaje, les forces especials de Wakanda totalment femenines.
- Winston Duke com a M'Baku: Un poderós guerrer líder de la tribu de la muntanya de Wakanda, els Jabari. Duke va indicar que després de la participació dels Jabari en els esdeveniments d'Avengers: Infinity War i Avengers: Endgame, la tribu ja no està aïllada de la resta de Wakanda. També va sentir que M'Baku estava intentant "[esbrinar] com avançar" en aquest nou món per a Wakanda.
- Florence Kasumba com Ayo: membre i la segona al comandament de la Dora Milaje.
- Dominique Thorne com a Riri Williams / Ironheart: una geni inventora que crea una armadura que rivalitza amb la construïda per Tony Stark / Iron Man.
- Michaela Coel com a Aneka
- Tenoch Huerta com a Namor / K’uk’ulkan: el governant de Talokan, una antiga civilització de persones que viuen sota l'aigua. Huerta va aprendre una llengua maia per al paper, així com a nedar.
- Martin Freeman com Everett K. Ross: un agent de la CIA.
- Angela Bassett com a Ramonda: la reina mare de Wakanda que lamenta la mort del seu fill T'Challa.
- Julia Louis-Dreyfus com a Valentina Allegra de Fontaine: la nova directora de la CIA i exdona de Ross.

A més, Michael B. Jordan repeteix el seu paper de la pel·lícula anterior com N'Jadaka / Erik "Killmonger" Stevens. Isaach de Bankolé, Dorothy Steel (en el seu paper pòstum final) i Danny Sapani repeteixen els seus papers com els ancians de la tribu del riu, la tribu dels mercaders i la tribu de la frontera, respectivament. Connie Chiume torna a interpretar el seu paper de Zawavari, anteriorment l'ancià de la Tribu Minera, però ara és l'ancià Estadista, assumint el paper de Zuri de la primera pel·lícula. Mabel Cadena interpreta la cosina de Namor, Namora, mentre que Alex Livinalli interpreta el guerrer Talokanil Attuma, i María Mercedes Coroy interpreta la princesa Fen, la mare de Namor. Lake Bell i Robert John Burke apareixen com el Dr. Graham i Smitty, respectivament, un parell d'oficials de la CIA a càrrec de l'operació de mineria de vibranium. Richard Schiff apareix com a secretari d'Estat dels Estats Units, mentre que Kamaru Usman apareix com a oficial naval. El còmic Trevor Noah torna a interpretar el seu paper de la primera pel·lícula com a Griot, una A.I. desenvolupada per Shuri. Al final de la pel·lícula s'utilitzen imatges d'arxiu de pel·lícules anteriors de l'MCU de Boseman com T'Challa / Black Panther, amb Divine Love Konadu-Sun apareixent a l'escena de mitjans dels crèdits com Toussaint, el fill de Nakia i T'Challa.